# Elecciones generales de Bangladés de junio de 1996
Las elecciones generales de Bangladés de junio de 1996 se llevaron a cabo el 12 de junio de ese mismo año. Los comicios correspondientes a este año ya se habían realizado en el mes de febrero, pero la oposición boicoteó dichas elecciones no presentándose candidatos. Solo el partido oficialista el Partido Nacionalista de Bangladés logró los 300 escaños en dicha oportunidad. A raíz del posible conflicto y polarización que podía generar esa situación, el gobierno llegó a un acuerdo con la oposición, encabezada principalmente por la Liga Awami y su dirigenta Sheikh Hasina, para convocar a nuevas elecciones, las que se desarrollaron el 12 de junio.

## Sistema de gobierno
Bangladés es una república parlamentaria. Las elecciones para el parlamento unicameral (conocido como Jatiyo Sangshad) en las que todos los ciudadanos de 18 años o más pueden votar. Actualmente, el parlamento tiene 345 miembros incluyendo 45 puestos reservados para las mujeres, elegidas en distritos electorales. 
El primer ministro, como el jefe de gobierno, elige a los miembros del gabinete y se encarga de los asuntos cotidianos del Estado. El presidente es el jefe de Estado y el comandante en jefe del ejército bengalí, además de que es elegido por el parlamento, mientras que el primer ministro es el líder o jefe del partido mayoritario del Parlamento.

## Partidos políticos
En estas elecciones se enfrentaban las tres principales fuerzas políticas del país: el Partido Nacionalista de Bangladés (BNP) liderado por Jaleda Zia, también está la Liga Awami, encabezada por Sheikh Hasina, quien resultare la vencedora y nombrada primer ministro, y el Partido Jatiya (Ershad) (PJ-E), dirigido por Hossain Mohammad Ershad. Estras tres colectividades tenían pretensiones de lograr la jefatura de gobierno.

## Resultados electorales
|  | 37,4 % |

|  | 33,6 % |

|  | 16,4 % |

|  | 8,6 % |

|  | 1,1 % |

|  | 0,6 % |

|  | 1,6 % |

|  | 1,1 % |

|  | 100 % |